# Schloßstraße 58 (Dargun)

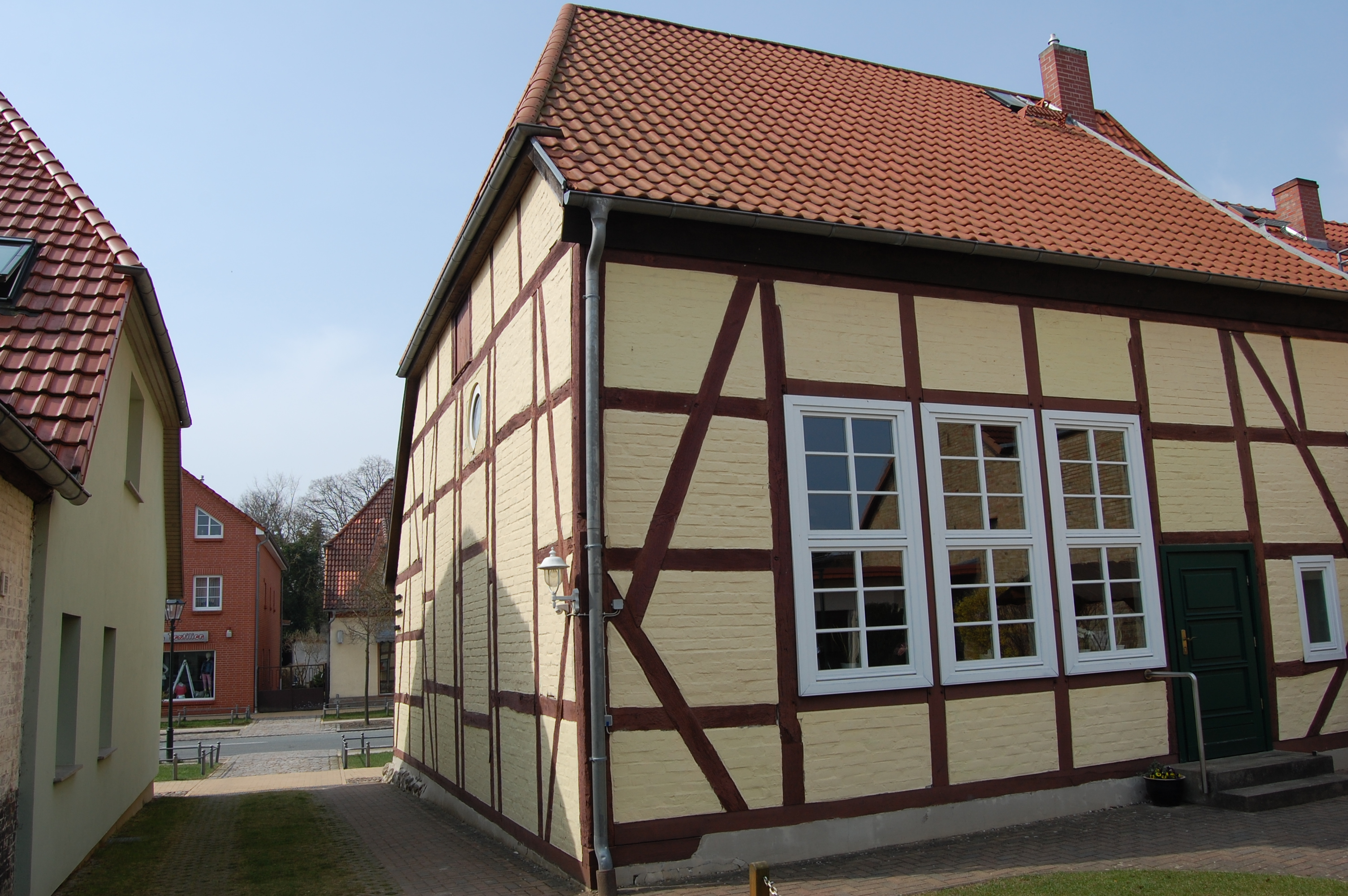

Das Haus Schloßstraße 58 in Dargun (Mecklenburg-Vorpommern) an der B 110 stammt aus dem 19. Jahrhundert. Es wurde als Synagoge und seit 1951 durch die Baptistengemeinde genutzt.
Das Gebäude steht unter Denkmalschutz.

## Geschichte

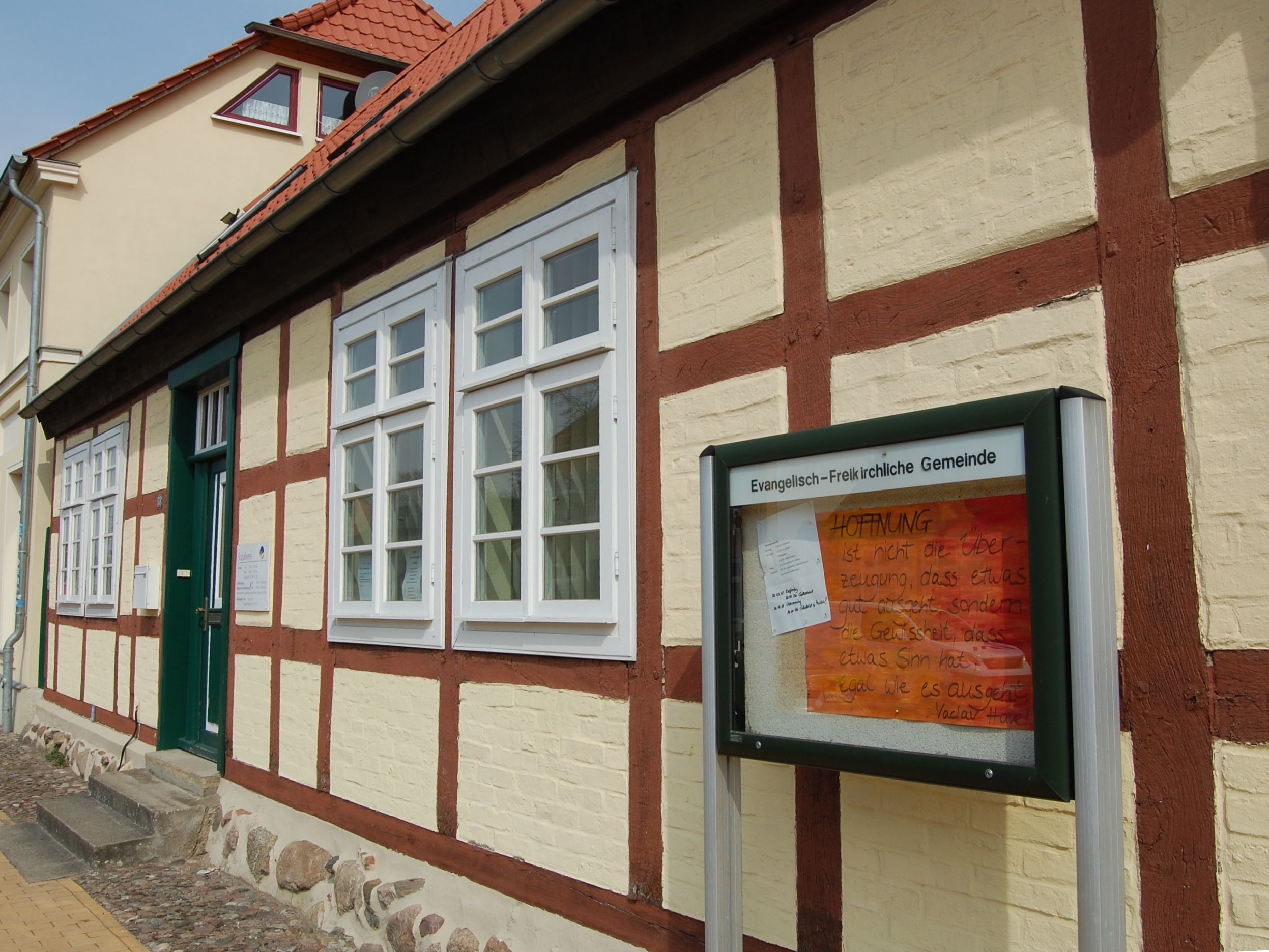

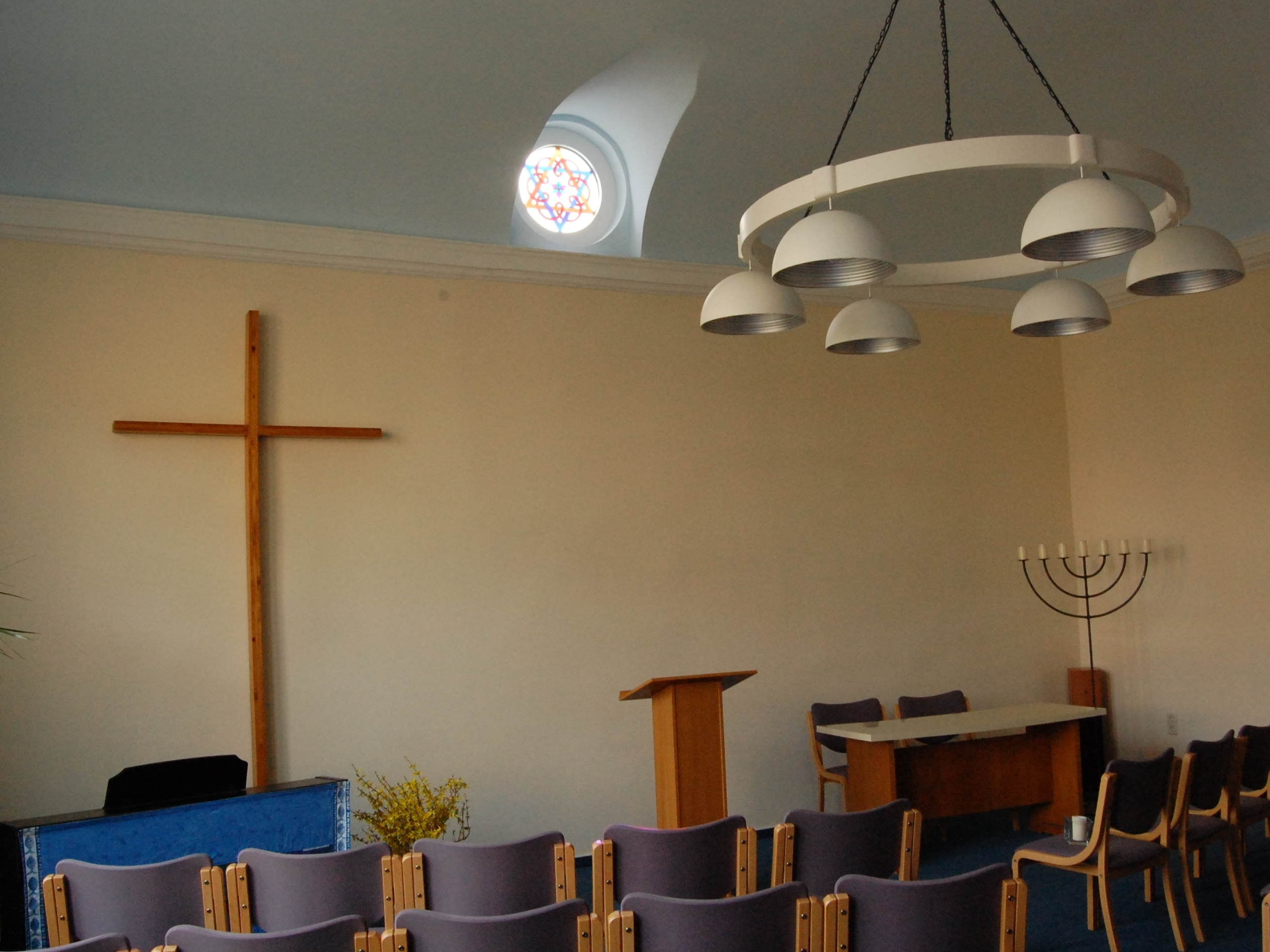
Betsaal der Baptistengemeinde

Dargun, mit um 4320 Einwohnern, entstand im Mittelalter beim Dorf Röcknitz, das 1216 erstmals erwähnt wurde. 
Die jüdische Gemeinde bestand in Dargun seit 1810 und zählte damals 45 Mitglieder; 1830 waren es 71 Personen. Das eingeschossige, traufständige, verputzte klassizistische Fachwerkhaus mit einem Krüppelwalmdach wurde 1824 als Bethaus (im Volksmund „Judentempel“) gebaut. Es diente als Synagoge, eine Bezeichnung, die sich ab 1848 durchsetzte. Nach 1927 erfolgte die Auflösung der Jüdischen Gemeinde in Dargun. Das Bethaus wurde profaniert und durch einen Produktenhändler genutzt. 1937 lebten in Dargun nur noch drei Juden.
Nach 1945 mietete die Evangelisch-Freikirchliche Gemeinde Malchin (Baptistengemeinde) das Gebäude; 1951 nutzte sie den Saal und erwarb 1968 das Haus. 1980 fand eine erste Sanierung und in den 1990er Jahren eine Fassadensanierung statt.